# Cogullada fosca
La cogullada fosca (o de muntanya al Penedès) i a les Balears terrola caputxina, terrola capelluda, terrola caraputxada a les Balears (Galerida theklae) és un moixó de l'ordre dels passeriformes, molt semblant a la cogullada vulgar.

## Morfologia
- Ateny 16 cm de llargària total i 34 cm d'envergadura alar.
- Pesa 34-48 g.
- Aparença rabassuda.
- Coloració terrosa fosca vionada de blanc.[4]
- Bec robust, una mica més curt i més ample que la cogullada vulgar.
- Té cresta.
- Cua relativament curta amb les plomes exteriors més rogenques.
- En vol presenta les plomes axil·lars entre grises i arenoses.
- Els exemplars immadurs tenen el plomatge favat degut a una taca color crema a la punta de les plomes però que desapareix just acabada la cria, ja que fan una muda completa.
- No presenta dimorfisme sexual.

## Subespècies
- Galerida theklae deichleri (Algèria).
- Galerida theklae erlangeri (nord del Marroc).
- Galerida theklae ruficolor (sud del Marroc).
- Galerida theklae superflua (des de l'est del Marroc fins al nord-oest d'Egipte)
- Galerida theklae theklae (Península Ibèrica i Balears)
- Galerida theklae carolinae
- Galerida theklae ellioti
- Galerida theklae erlangeri
- Galerida theklae harrarensis
- Galerida theklae huei
- Galerida theklae huriensis
- Galerida theklae mallablensis
- Galerida theklae praetermissa
- Galerida theklae theresae
- Galerida theklae aquirrei

## Reproducció

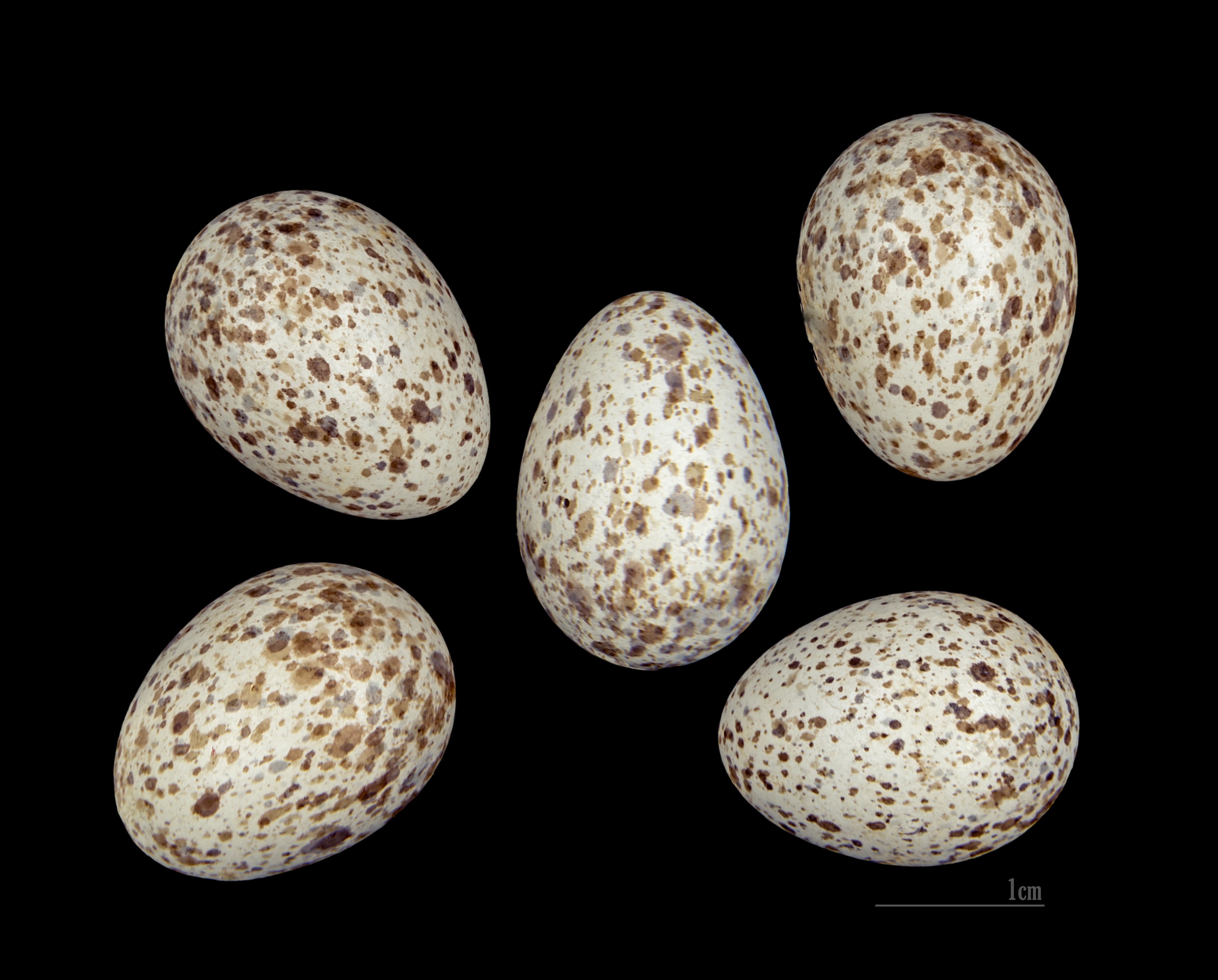
ous

La fenologia reproductiva és, en tot, molt semblant a la de la cogullada vulgar. La població niadora de les Illes Balears té uns costums diferents, puix que cria un mes abans i, a més a més, com que no ha de competir amb la seua parenta (la cogullada vulgar no hi nidifica) s'expandeix pràcticament arreu del territori illenc, encara que no entra a les zones arbrades. Nia a terra, a espais oberts amb vegetació arbustiva dispersa, i pon 2-6 ous.

## Alimentació
Menja llavors i insectes, aquests darrers especialment durant l'època de cria.

## Hàbitat
Freqüenta els conreus de secà però és més escassa a les grans extensions cerealistes. Evita els boscos i és especialment abundant a les garrigues costaneres.

## Distribució territorial
Viu a la península Ibèrica, Balears, a l'Àfrica del Nord i a l'Àfrica subsahariana des del Senegal fins a Somàlia.
Als Països Catalans se'n pot trobar als Aiguamolls de l'Empordà i al Delta del Llobregat. Coexisteix amb la cogullada vulgar en alguns indrets, sobretot a la Catalunya humida. També se'n troba a les Balears i a la Catalunya del Nord.

## Costums
- És sedentària encara que, a l'hivern, pot tindre moviments de curt abast i altitudinals.
- Es posa sovint sobre arbusts i parets des d'on reclama o canta.